# 한국의 반일 감정

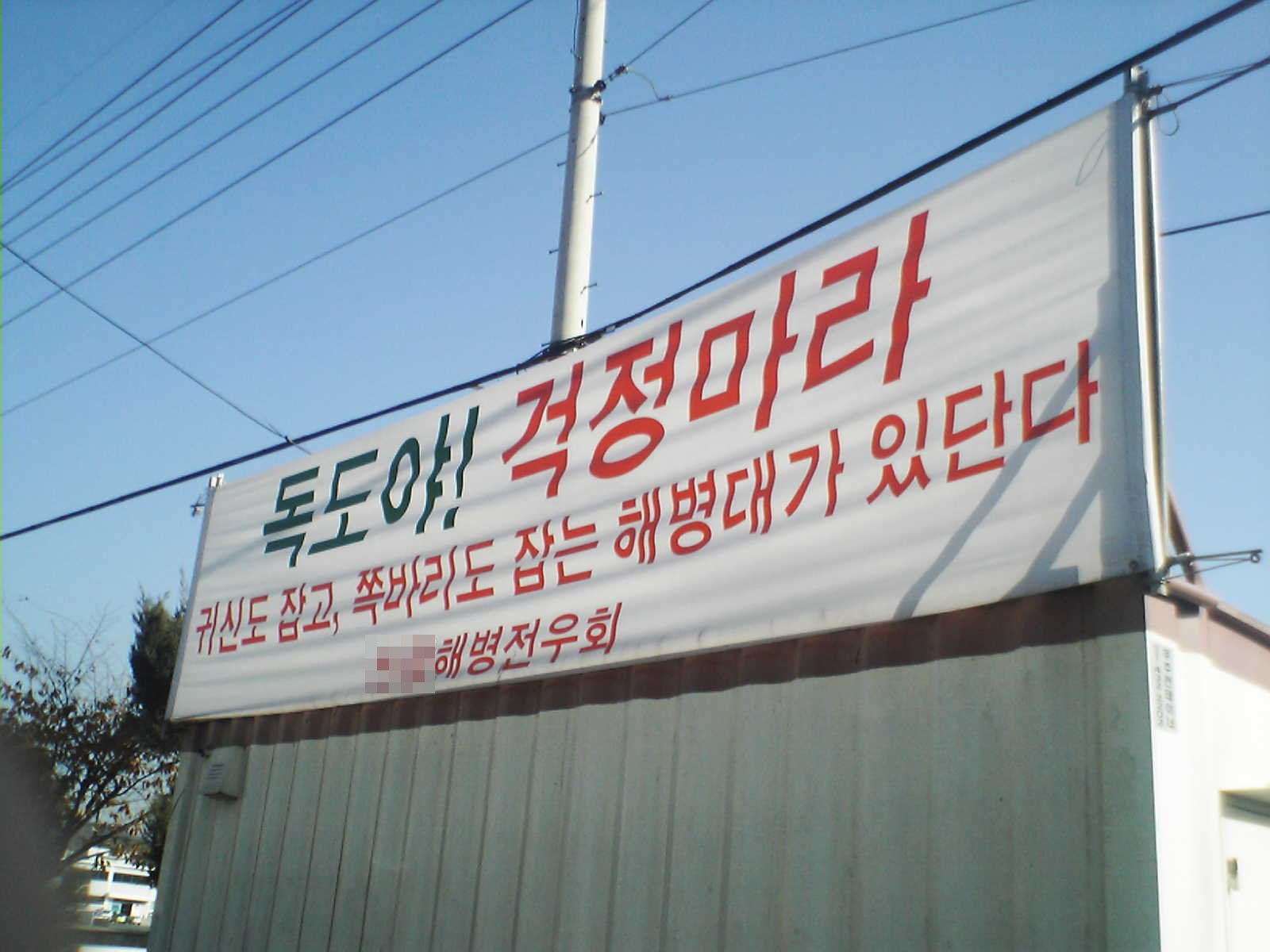
한글로 된 반일 현수막. 현수막은 독도 분쟁과 관련이 있으며 일본인을 쪽바리라고 부르는데, 이는 일본 혈통의 사람들을 비하하는 단어이다.

한국 사회의 반일 감정(反日感情)은 역사적, 문화적, 민족주의적 정서에 뿌리를 두고 있다.
한국에서 최초로 기록된 반일은 일본의 해적 약탈과 임진왜란의 영향에서 기인한다. 현대 사회의 정서는 대체로 1910년부터 1945년까지 있던 일제의 한국 지배에서 비롯된다. 2005년 조사에 따르면 한국인의 89%가 "일본을 믿을 수 없다"고 답했다. 보다 최근인 2013년에 실시된 BBC World Service 설문 조사에 따르면 한국인의 67%가 일본의 영향력을 부정적으로 보고 있으며 21%는 긍정적으로 보고 있다. 이로써 한국은 중국 본토 다음으로 일본에 대해 세계에서 두 번째로 부정적인 감정을 갖고 있는 나라가 됐다.

## 역사적 기원

### 일본의 한국 침략
이 기간 동안 일본을 침략한 일본군은 한국인의 코와 귀 20,000개 이상을 절단하여 일본으로 가져와 전쟁 전리품으로 코 무덤을 만들었다. 또한 전쟁 후에 일본의 예술과 문화를 육성하라는 히데요시의 명령에 의해 도예가를 비롯한 한국의 장인들이 납치되었다. 납치된 조선인 도공들은 사츠마, 아리타, 하기야키 등 새로운 유형의 도기를 확립하는 데 중요한 역할을 했다. 이로 인해 곧 두 나라 사이에 긴장 상태가 생겼고, 이 기간 동안 한국인들은 문화의 일부가 일본에 의해 도난당했다고 느끼게 된다. 

## 일제의 한국통치 영향
한국은 1910년부터 1945년까지 일본 제국의 지배를 받았다. 일본의 개입은 1876년 강화도 조약으로 시작되어 갑신정변, 청일 전쟁 (1894~95), 명성황후 시해 등 수십 년에 걸쳐 확대되었다. 1895년 일본 첩자, 대한제국 수립(1897), 러일 전쟁 (1904~05), 가쓰라-태프트 밀약 (1905), 1905년 을사조약을 통해 한국의 자주적 외교권이 박탈되었고, 1910년 합병 조약으로 이어졌다. 둘 다 1965년 한일기본조약에 의해 결국 무효화되었다.

### 일본의 문화 동화 정책

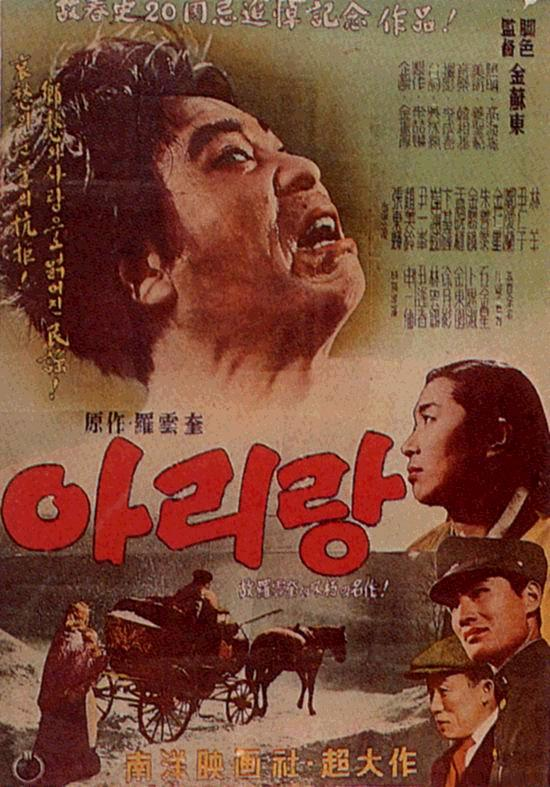
"아리랑" (1957)의 영화 포스터. 원작 영화는 1926년 한국 영화감독 나운규가 제작했다.

도쿄대의 집단 학살 전문가 이시다 유지는 문화적 집단학살의 사례로 한일합병을 언급했다. 일본 정부는 "사회에서 한국 문화의 모든 요소를 근절하려는 시도"로 한국 문화와 언어에 대한 억압을 실행했다.
"일본의 식민정책에서는 심리적이고 문화적인 요소에 대한 강조가 강조되었으며, 문화와 교육 분야에서 채택된 통일 전략은 한국인의 개별적인 민족성을 없애기 위해 설계되었다."

"한국을 점령한 일본의 가장 두드러진 특징 중 하나는 '식민지'로서의 한국과 '독립된 민족'으로서의 한국인에 대한 인식의 부재입니다. 따라서, 일본의 지도자들이 한국인의 민족을 없애는 것을 목표로 삼았는지 여부를 증명하는 것은 어렵습니다."

한국 병합 이후 일본은 문화 동화 정책을 시행했다. 한국어는 1936년 한국의 필수 교과목에서 삭제되었다. 또한 신사 참배와 함께 창씨개명을 시행했고, 한국인들은 공식적으로 학교, 기업, 공공장소에서 한국어를 쓰거나 말하는 것이 금지되었다. 그러나 많은 한국 영화가 한반도에서 상영되었다. 또한 한국인들은 경복궁을 비롯한 여러 한국 기념물에 대한 일본인의 개조 및 파괴와 일본인을 부정적으로 묘사한 문서의 개정에 대해 분노했다.

### 독립운동
1919년 3월 1일, 전국 각지에서 독립을 요구하는 항일 시위가 벌어졌다. 약 200만 명의 한국인이 3·1 운동에 적극적으로 참여했다. 미국 독립선언을 본뜬 독립선언문 이 한국 전역의 수만 개 마을에서 교사와 시민 지도자들에 의해 낭독되었다. 한국 전역에서 평화 시위가 있을 것이다. 우리의 만남이 질서 있고 평화롭다면 우리는 윌슨 대통령과 베르사이유의 강대국들의 도움을 받을 것이고 한국은 자유 국가가 될 것이다." 일본은 군사력으로 독립운동을 진압했다. 잘 알려진 한 사건에서 마을 사람들은 지역 교회에 몰려들어 불이 붙었다. 일본의 공식적인 사상자 수는 사망 553명, 부상 1,409명, 체포 12,522명이지만 한국 측 추정치는 사망 7,500명 이상, 부상 15,000명, 체포 45,000명으로 훨씬 많다.

### 위안부
많은 한국 여성들이 일본 당국에 의해 납치되어 위안부라고 불리는 군 성노예로 강제 동원되었다. 요시미 요시아키와 같은 일부 일본 역사가들은 일본의 공식 문서와 도쿄 재판소 기록 보관소뿐만 아니라 군 관리들의 일기와 증언을 사용하여 일본 제국군이 강압, 기만, 유인에 직간접적으로 관여했고, 때때로 일본의 아시아 식민지와 점령지 전역에서 젊은 여성을 납치했다고 주장했다. 일본군 위안부(일본군위안소종업부 등 전개에 관한 건)(1938.3.4)의 경우, 육군성은 "일본군 성노예제"를 모집하는 방법을 다음과 같이 기록하고 있다. 일본은 "납치와 비슷하다"며 경찰에 의해 납치범으로 오인되는 경우가 많았다.

## 현재 이슈
로버트 E. 켈리 부산대학교 교수에 따르면, 한국의 반일 인종차별은 식민지 시대 일본제국의 만행뿐만 아니라 한반도의 분단에서 비롯된 것이다. 대부분의 한국인, 남북한은 인종적 민족주의자이기 때문에 대부분의 한국인은 그 결과 북한과 친밀감과 인종적 연대감을 느낀다. 이러한 인식된 인종적 친족 관계로 인해 남한 사람이 북한을 미워하고 인종 반역자라고 불릴 위험을 무릅쓰는 것은 나쁜 형태로 간주된다. 그 결과 남한 사람들은 한국 분단의 분노를 일본에게 분출한다고 켈리는 말한다. 이 견해는 또 다른 교수인 동서대학교의 Brian Reynolds Myers 에 의해 뒷받침된다.

### 일본 교과서 수정주의
일본 교과서 논란으로 인해 반일감정이 커지기도 했다. 1982년 6월 26일, 일본의 교과서 심의 과정이 검토를 받게 되었는데, 이는 일본의 언론과 이웃 국가들의 많은 관심을 받았다. 교육부 장관의 요구에 따라 교과서 내용에 변경이 요구되었다. 교육부의 전문가들은 제2차 세계 대전 이전과 전쟁 중 일본의 침략에 대한 교과서 내용을 완화시키기 위해 노력했다. 예를 들어, 중국 침공은 "진출"로 수정되었다. 난징의 함락에 대한 구절에서는 중국의 도발로 인한 일본의 잔인한 행위를 정당화하려는 내용이 포함되었다. 중국의 압력으로 인해 일본 교육부는 "이웃 국가 조항"이라는 새로운 승인 기준을 채택하게 되었다. 이 조항은 "교과서는 이웃 아시아 국가와의 현대 및 근현대 역사 사건을 다루면서 이해를 보여주고 국제적 조화를 추구해야 한다"고 명시하였다.
2006년 일본 교과서는 독도가 일본 영토라고 명시했다. 이 섬은 한국과 일본이 영유권을 주장하는 영유권 분쟁지역이다. 2007년 5월 9일 대한민국 교육부 장관 김신일은 이부키 분메이 교육부 장관에게 항의 서한을 보냈다. 노무현 대통령은 3·1운동 88주년 기념사에서 '위안부'부터 ' 독도 한국 소유권'까지 논란이 되고 있는 주제에 대해 일본이 교과서를 바로잡을 것을 촉구했다.

## 정서의 영향

### 사회
2000년 CNN ASIANOW 기사는 젊은 한국인들 사이에서 일본 문화의 인기가 일본인의 점령을 기억하는 나이든 한국인들에게는 불안한 모습이라고 설명했다.
한국에서는 친일파라고 불리는 일제강점기에 일본에 부역한 사람들을 일반적으로 민족반역자로 인식하고 있다. 대한민국 국회는 2005년 12월 8일 친일파 재산 환수를 위한 특별법을 통과시켰고, 2005년 12월 29일 법이 제정되었다. 2006년 대한민국 국회는 일본협력자재산조사위원회를 구성했다. 일제강점기 일본 정부와 협력하여 부적절하게 얻은 재산을 되찾는 것이 목적이었다. 이 사업은 일제강점기 부역자들이 취득한 재산을 돌려달라는 한국인들의 요구를 만족시킬 것으로 기대됐다. 이런 상황에서 친일 감정이 있는 사람은 숨기려 한다.  2010년 3월 BBC가 익명으로 실시한 설문조사에 따르면 한국인의 64%가 실제로 일본을 지지한다고 한다.
이전의 보수 정부와는 달리 몇몇 한국인들은 전 일본 총리인 하토야마 유키오가 한일 관계를 이전보다 더 원만하게 다루길 바라며 희망을 표명했다. 그러나 하토야마의 도착 전인 2009년 10월 8일에는 서울에서 소수의 시위대가 반일 시위를 개최했다. 이 시위는 제2차 세계대전 사건에 대한 일본의 사과를 요구하며, 일본 국기를 불태우는 등의 폭력 행위도 포함되었다.
한국에 주재하는 미국 대사인 해리 B. 해리스 주니어는 일본계인데, 그의 콧수염이 일본 제국의 여러 지도자들과 닮았다는 이유로 한국 언론에서 비판을 받았다. 조슈아 버링거가 쓴 CNN 기사에 따르면, 해리스 대사의 혈통 때문에 그의 콧수염에 대한 비판은 인종주의로 이어질 수 있다고 언급되었다.
2019년 8월 대한민국의 수도 서울은 일본 제품에 대한 한국의 지속적인 불매 운동을 지원하기 위해 도시 전역에 1,000개 이상의 반일 현수막을 설치할 계획이었다. 현수막에는 한글로 'NO'라는 글자가 새겨져 있었고, 일장기의 붉은 원은 'O'를 의미했다. 현수막에는 “일본에 가지 않겠다”, “일본 제품을 사지 않겠다”는 문구도 적혀 있었다. 그러나 현수막 50개를 설치한 뒤 한일관계를 더욱 경색시킬 것이라는 비판이 거세지자 시는 방향을 돌려 사과해야 했다.

### 국가 관계
나카소네 야스히로는 1986년 중화인민공화국의 요청으로 야스쿠니 신사 참배를 중단했다. 그러나 고이즈미 준이치로 전 일본 총리는 2001년 8월 13일 야스쿠니 신사 참배를 재개했다. 그는 총리 재임 중 6차례 신사를 참배하며 "일본을 지키기 위해 순국한 군인들에게 경의를 표한다"고 말했다. 이러한 방문은 일본의 이웃 국가들, 주로 중국으로부터 강한 비난과 항의를 불러일으켰다. 그 결과 한국과 중국은 고이즈미 총리와의 면담을 거부했고, 2001년 10월 이후 중국과 일본 정상 간, 2005년 6월 이후 한일 정상 간 상호 방문은 없었다. 노무현 전 대통령이 한일 정상회담을 전면 중단했다.

### 교육
귤현역에는 학교 미술 프로젝트의 일환으로 계양중학교 아이들이 만든 항일 이미지가 대거 등장했는데, 그중 상당수는 일본에 대한 폭력 행위를 묘사한 것이었다. 많은 그림들은 일본 국기가 불타고, 폭격당하고, 밟히는 것을 묘사하고 있고, 다른 그림들은 일본 섬들이 한국에서 온 화산에 의해 폭격당하고 파괴되는 것을 묘사하고 있다. 하나는 일본 애니메이션/만화 캐릭터인 세일러 문이 "독도는 한국 땅"이라고 말하는 말풍선과 함께 한국 국기를 들고 있는 모습을 묘사하고 있다.
2006년 한국이주노동자인권센터에서 실시한 설문조사에 따르면 인천 지역 초등학생의 34.1%가 "일본인을 한국에서 추방해야 한다"고 답했다. 이 비율은 중국인 (8.7%), 흑인 아프리카인 (8.7%), 동아시아인 (5.0%), 아프리카계 미국인 (4.3%), 백인 미국인 (2.3%) 이민자에 대한 동일한 질문에 대한 답변에 비해 상당히 높았다.

## 같이 보기
- 반한 감정
- 중국의 반일 정서
- 대한민국의 반중국 정서
- 일본의 민족 문제
- 한일 분쟁
- 일본 상품 불매운동
- 한일 무역 분쟁
- 대한민국의 자유주의
  - 386 세대
- 대한민국의 일본 대중문화 개방

### 참조주
1. ↑  “History Today: The educational archive of articles, news and study aids for teachers, students and enthusiasts - History Today - History Today - Top menu - Magazine Online - Archives (1980-2007)”. 2007년 9월 26일. 2007년 9월 26일에 원본 문서에서 보존된 문서. 2019년 9월 27일에 확인함.
2. ↑  Cooney, Kevin J.; Scarbrough, Alex (2008). “Japan and South Korea: Can These Two Nations Work Together?”. 《Asian Affairs》 35 (3): 173–192. doi:10.3200/AAFS.35.3.173-192. ISSN 0092-7678. JSTOR 30172693.
3. ↑  “Archived copy” (PDF). 2015년 10월 10일에 원본 문서 (PDF)에서 보존된 문서. 2014년 9월 25일에 확인함.
4. ↑  Sansom, George; Sir Sansom; George Bailey (1961). 《A History of Japan, 1334-1615》. Stanford studies in the civilizations of eastern Asia. Stanford University Press. 360쪽. ISBN 0-8047-0525-9. Visitors to Kyoto used to be shown the Minizuka or Ear Tomb, which contained, it was said, the ears of those 38,000, sliced off, suitably pickled, and sent to Kyoto as evidence of victory.
5. ↑  Saikaku, Ihara; Gordon Schalow, Paul (1990). 《The Great Mirror of Male Love》. Stanford Nuclear Age Series. Stanford University Press. 324쪽. ISBN 0-8047-1895-4. The Great Mirror of Male Love. "Mimizuka, meaning "ear tomb", was the place Toyotomi Hideyoshi buried the ears taken as proof of enemy dead during his brutal invasions of Korea in 1592 and 1997.
6. ↑  Purple Tigress (2005년 8월 11일). “Review: Brighter than Gold - A Japanese Ceramic Tradition Formed by Foreign Aesthetics”. BC Culture. 2008년 1월 18일에 원본 문서에서 보존된 문서. 2008년 1월 10일에 확인함.
7. ↑  “Muromachi period, 1392-1573”. Metropolitan Museum of Art. October 2002. 2008년 1월 13일에 원본 문서에서 보존된 문서. 2008년 1월 10일에 확인함. 1596 Toyotomi Hideyoshi invades Korea for the second time. In addition to brutal killing and widespread destruction, large numbers of Korean craftsmen are abducted and transported to Japan. Skillful Korean potters play a crucial role in establishing such new pottery types as Satsuma, Arita, and Hagi ware in Japan. The invasion ends with the sudden death of Hideyoshi.
8. ↑  John Stewart Bowman (2002). 《Columbia Chronologies of Asian History and Culture》. Columbia University Press. 170p쪽. ISBN 0-231-11004-9.
9. ↑  See Russian eyewitness account of surrounding circumstances at “Korea Web – Market Hero Review 2019”. 2012년 10월 12일에 원본 문서에서 보존된 문서. 2013년 3월 24일에 확인함.
10. 1 2  “'Cultural Genocide' and the Japanese Occupation of Korea”. 2007년 3월 7일에 원본 문서에서 보존된 문서. 2007년 2월 19일에 확인함.
11. ↑  Cumings, Bruce G. 〈The Rise of Korean Nationalism and Communism〉. 《A Country Study: North Korea》. Library of Congress. Call number DS932 .N662 1994.
12. ↑  “KimSoft ⋆ Korea Web Weekly, actualidad y más”. 2007년 4월 18일에 원본 문서에서 보존된 문서. 2007년 4월 13일에 확인함.
13. ↑  The Samil (March First) Independence Movement 보관됨 2007-04-17 - 웨이백 머신
14. ↑  Dr. James H. Grayson, "Christianity and State Shinto in Colonial Korea: A Clash of Nationalisms and Religious Beliefs" 보관됨 6월 14, 2007 - 웨이백 머신 DISKUS Vol.1 No.2 (1993) pp.13-30.
15. ↑  Bruce Cummings, Korea's Place in the Sun: A Modern History, W.W. Norton & Company, 1997, New York, p. 231, ISBN 0-393-31681-5.
16. ↑  “WCCW Film Festival Nov 9 - 11 2018”. 2009년 11월 3일에 원본 문서에서 보존된 문서. 2023년 6월 25일에 확인함.
17. ↑  Yoshimi Yoshiaki, 従軍慰安婦 (Comfort Women). Translated by Suzanne O'Brien. Columbia University Press, 2001, ISBN 0-231-12032-X
18. ↑  Min, Pyong Gap (2003). “Korean "Comfort Women": The Intersection of Colonial Power, Gender, and Class”. 《Gender and Society》 17 (6): 938–957. doi:10.1177/0891243203257584. ISSN 0891-2432. JSTOR 3594678.
19. 1 2 3 4  Kelly, Robert E. (2015년 6월 4일). “Why South Korea is So Obsessed with Japan”. 《Real Clear Defense》.
20. ↑  Myers, Brian Reynolds (2010년 5월 27일). “South Korea's Collective Shrug”. 《The New York Times》. New York. 2015년 4월 19일에 원본 문서에서 보존된 문서. 2015년 4월 19일에 확인함.
21. ↑  Myers, Brian Reynolds (2010년 9월 14일). “South Korea: The Unloved Republic?”. 2013년 5월 19일에 원본 문서에서 보존된 문서. 2013년 5월 19일에 확인함.
22. ↑  Murai Atsushi, "Abolish the Textbook Authorization System", Japan Echo, (Aug. 2001): 28.
23. ↑  "Ed. Minister Protests Distortions in Japanese Textbooks" 보관됨 5월 13, 2007 - 웨이백 머신, Chosun Ilbo, May.10,2007.
24. ↑  "Roh Calls on Japan to Respect Historical Truth" 보관됨 3월 13, 2007 - 웨이백 머신, Chosun Ilbo, Mar.2,2007.
25. ↑  "Japanese pop culture invades South Korea." CNN.
26. ↑  "Assets of Japan Collaborators to Be Seized" 보관됨 2006-08-27 - 웨이백 머신, The Korea Times, August 13, 2006.
27. ↑  BBC World Service poll 보관됨 2013-06-04 - 웨이백 머신, Positive vs. Negative views regarding the influence of various countries.
28. ↑  "SOUTH KOREA: Anti-Japanese rally in Seoul ahead of Japanese prime minister's visit" 보관됨 2012-01-18 - 웨이백 머신, ITN Source, October 9, 2009.
29. ↑  Berlinger, Joshua (2020년 1월 17일). “Why South Koreans are flipping out over a US ambassador's mustache”. 《CNN》. 2020년 1월 18일에 확인함.
30. ↑  Kang, Tae-jun. “Voices Grow in South Korea to Oppose Anti-Japan Movement”. 《thediplomat.com》 (미국 영어). 2021년 11월 2일에 확인함.
31. ↑  “'NO JAPAN' 배너 반나절 만에 철거…"불매운동 정신 훼손"”. 《KBS 뉴스》. 2021년 11월 2일에 확인함.
32. ↑  Don Kirk, "Koizumi Move Sparks Anger In China and South Korea" International Herald Tribune, August 14, 2001.
33. ↑  "Children's drawings in the subway!, How cute" 보관됨 9월 30, 2007 - 웨이백 머신, Jun 13 2005, "More children's drawings displayed in the subway., The second time is just like the first" 보관됨 9월 30, 2007 - 웨이백 머신, Jun 18 2005, A passing moment in the life of Gord.
34. ↑  James Card "A chronicle of Korea-Japan 'friendship'", Asia Times, Dec 23, 2005, "The most disturbing images of the year were drawings on exhibit at Gyulhyeon Station on the Incheon subway line..."